# Servizio di taratura in Italia
Il Servizio di taratura in Italia, o più brevemente SIT, è stato, sino al 2010, l'ente pubblico italiano che permetteva ai laboratori metrologici di essere accreditati per la taratura di strumentazione di misura, prova o collaudo.
La struttura SIT è confluita nell'Ente unico di accreditamento italiano ACCREDIA, continuando ad operare come Dipartimento di taratura (DT), con sede a Torino. I centri SIT sono ora chiamati LAT (laboratorio di taratura accreditato). I certificati emessi da tali centri accreditati conservano il medesimo valore (anche all'estero) dei "vecchi" certificati SIT.
Il passaggio è avvenuto il 1º luglio 2010 (DM 22 dicembre 2009), una volta sottoscritte le convenzioni tra Accredia, INRiM ed Enea. La sede storica del SIT era a Torino, in Strada delle Cacce (attuale sede del DT di Accredia).
Il riconoscimento dei laboratori avviene dopo una serie di visite ispettive (di sistema e tecniche) e si concretizza nell'emissione di un Certificato di accreditamento. 
L'accreditamento dei laboratori attesta: la competenza tecnica del laboratorio ad effettuare tarature, la riferibilità dei campioni utilizzati, la conformità alle norme internazionali. Il campi e le incertezze di misura di ogni laboratorio accreditato sono specificate in un'apposita tabella pubblicata sul sito internet ACCREDIA.
Solo i laboratori accreditati possono emettere certificati di taratura; tali documenti sono redatti secondo dettagliati canoni (dettati dal sistema di accreditamento) e possono riportare il logo ufficiale di ACCREDIA. I rapporti di taratura, invece, essendo fuori accreditamento, possono essere rilasciati da chiunque ma il più delle volte trattasi di laboratori o produttori di strumentazione almeno certificati ISO 9001 e che dichiarano, sui documenti, la catena metrologica utilizzata nella taratura.
Grazie ad accordi internazionali di mutuo riconoscimento (stipulati tra ACCREDIA e gli omologhi enti esteri) nonché confronti interlaboratorio tra i laboratori metrologici di vari stati, i certificati di taratura o di prova italiani sono riconosciuti anche all'estero (e viceversa).